# قسم الأرشيف الوطني الأذربيجاني
قسم الأرشيف الوطني الأذربيجاني أو قسم الأرشيف الوطني في جمهورية أذربيجان (بالأذرية: Azərbaycan Respublikasının Milli Arxiv İdarəsi) هي مؤسسة حكومية في حكومة أذربيجان مسؤولة عن إدارة وحماية وتحديث والحفاظ على الأرشيف الوطني الأذربيجاني. يرأس القسم حاليا أصغر رسولوف (بالأذرية: Əsgər Rəsulov).